# Ecseg, Nógrád
Ecseg  este un sat în districtul Pásztó, județul Nógrád, Ungaria, având o populație de 1.193 de locuitori (2011). 

## Demografie
Componența etnică a satului Ecseg
     Maghiari (84,68%)
     Romi (15,06%)
     Necunoscut (0,26%)
     Alții (0,26%)
Componența confesională a satului Ecseg
     Fără religie (8,55%)
     Necunoscută (89,77%)
     Alte religii (8,97%)
Conform recensământului din 2011, satul Ecseg avea 1.193 de locuitori. Din punct de vedere etnic, majoritatea locuitorilor (84,68%) erau maghiari, cu o minoritate de romi (15,06%). Apartenența etnică nu este cunoscută în cazul a 0,26% din locuitori. Nu există o religie majoritară, locuitorii fiind  și persoane fără religie (8,55%). Pentru 89,77% din locuitori nu este cunoscută apartenența confesională.